# 80S

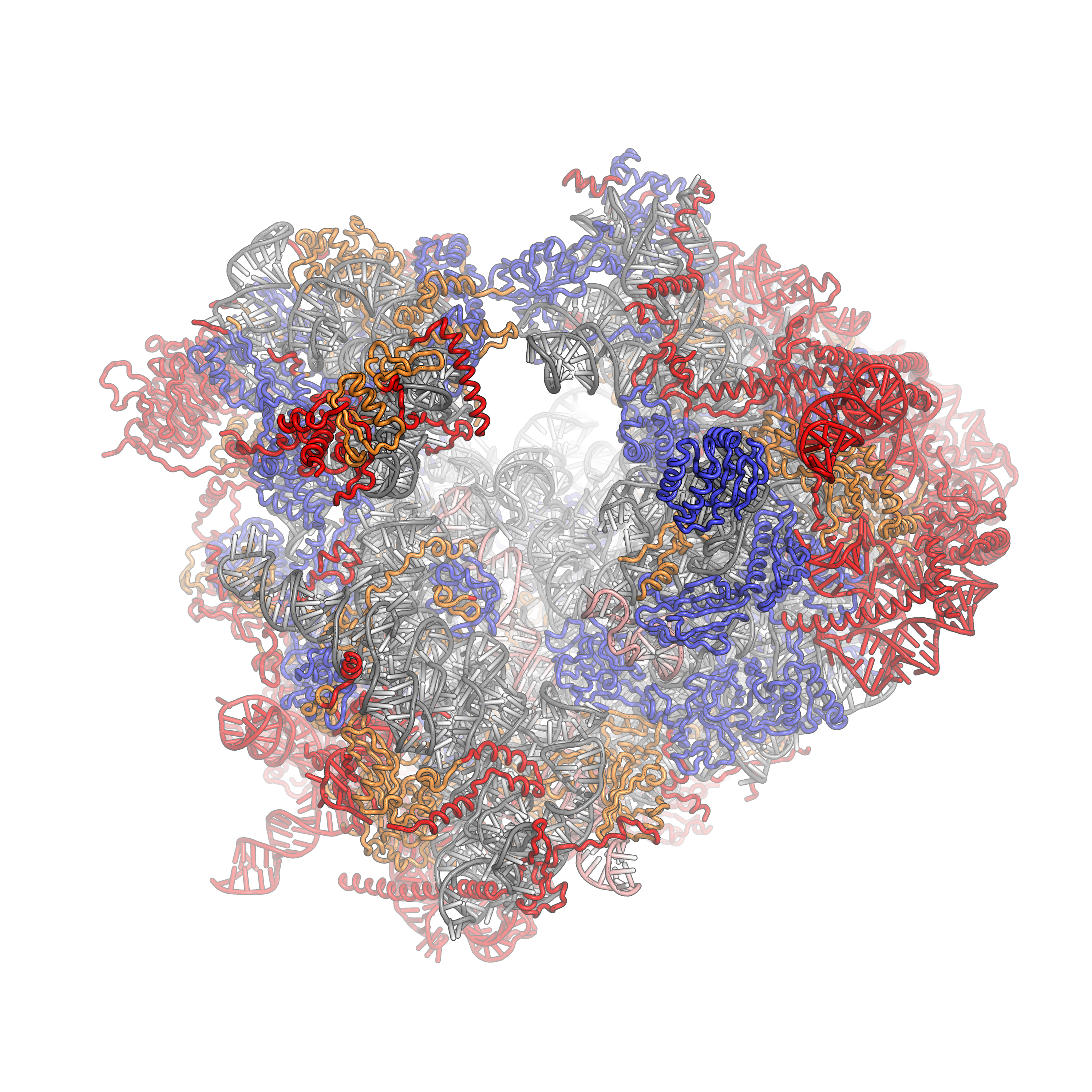
Modelo do ribossomo eucariótico 80S, derivado da estrutura cristalina das subunidades ribossomais eucarióticas 40S e 60S de Tetrahymena thermophila, identificadores PDB 2XZM, 4A17 e 4A19.

80S são ribossomas presentes em célula de eucariotas. Consistem de uma subunidade menor 40S e de uma subunidade maior 60S. Os ribossomas de células eucariotas diferem em várias formas dos encontrados em células de procariotas: são maiores, contêm mais e maiores proteínas, e têm quatro (em vez de três) moléculas de ARN.